# シュミット・ルビンM1889
シュミット・ルビンM1889(Schmidt-Rubin 1889)は、1889年にスイスで開発されたボルトアクションライフルである。

## 開発経緯
当時スイス軍用の新型ライフルとして1880年代後半から開発が進められ、スイス軍人のルドルフ・シュミット大佐とエドワルト・ルビン中佐により設計が行われたライフル銃である。銃本体の設計をシュミット大佐が行い、使用する弾薬はルビン中佐が設計を行っており、機関部の動作機構に直動式ボルト「ストレートプル方式」といった特徴的な弾薬装填方式を取り入れている。

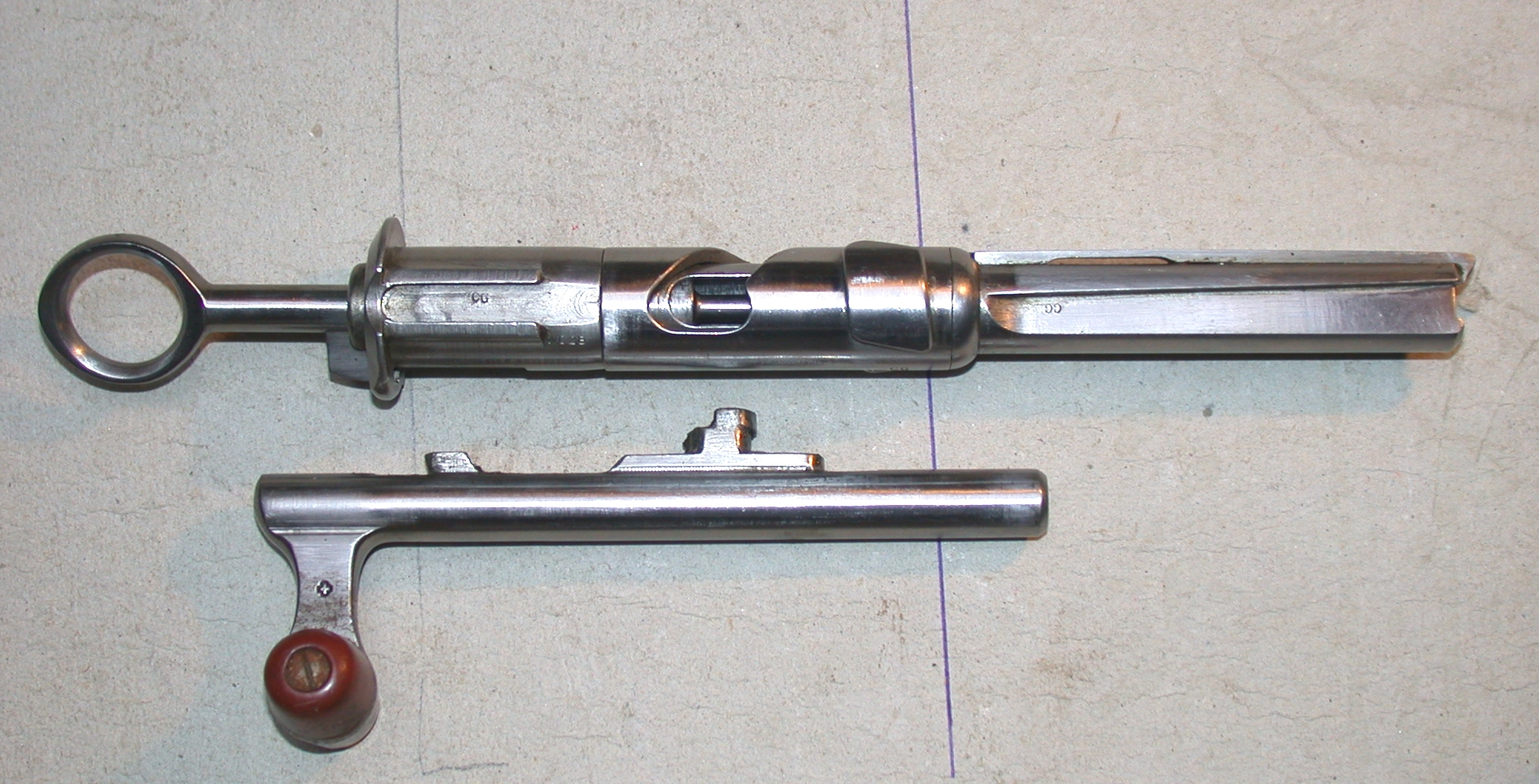
シュミット・ルビン M1911小銃の直動式ボルトとハンドル。ハンドル側の突起がボルト側のカム溝と噛み合い、ハンドルを前後に直線操作することによってボルトが回転し解放・閉鎖される。

ストレートプル方式とは、一般的なボルトアクション式小銃で次弾を装填するには手動でボルトを回転・前後動させる必要があるのに対して、そうした操作を単純にボルト部分を引いて押す直線動作だけで行えるようにしたものである。この機構は、一般的なボルトアクション式小銃と比べてすばやい装填が可能といった利点があったが、機関部の構造が非常に複雑になることから泥や埃に弱いという欠点もあった。
弾薬には世界で初めて銅被甲弾（鉛弾の先端を銅で覆った物、別名：フルメタルジャケット弾）と呼ばれる貫通性の高い弾丸が採用されている。

## その後
第二次世界大戦中スイスは永世中立国を保つ事が出来た為、国民皆兵制度の施行から、国内には一般家庭に至るまで大量のM1889他にシュミット・ルビンライフルが配備されていたとされるが、いずれも実戦を経験することなく終戦を迎えたために上記のような不具合は直接的には露呈する事は無かったとされる。
その後、シュミット・ルビンライフルは各バリエーションを含め1889年から1953年の間使用され、後継のStg57ライフルが登場するまでの間、スイス国防軍の正式小銃として使用された。

## バリエーション

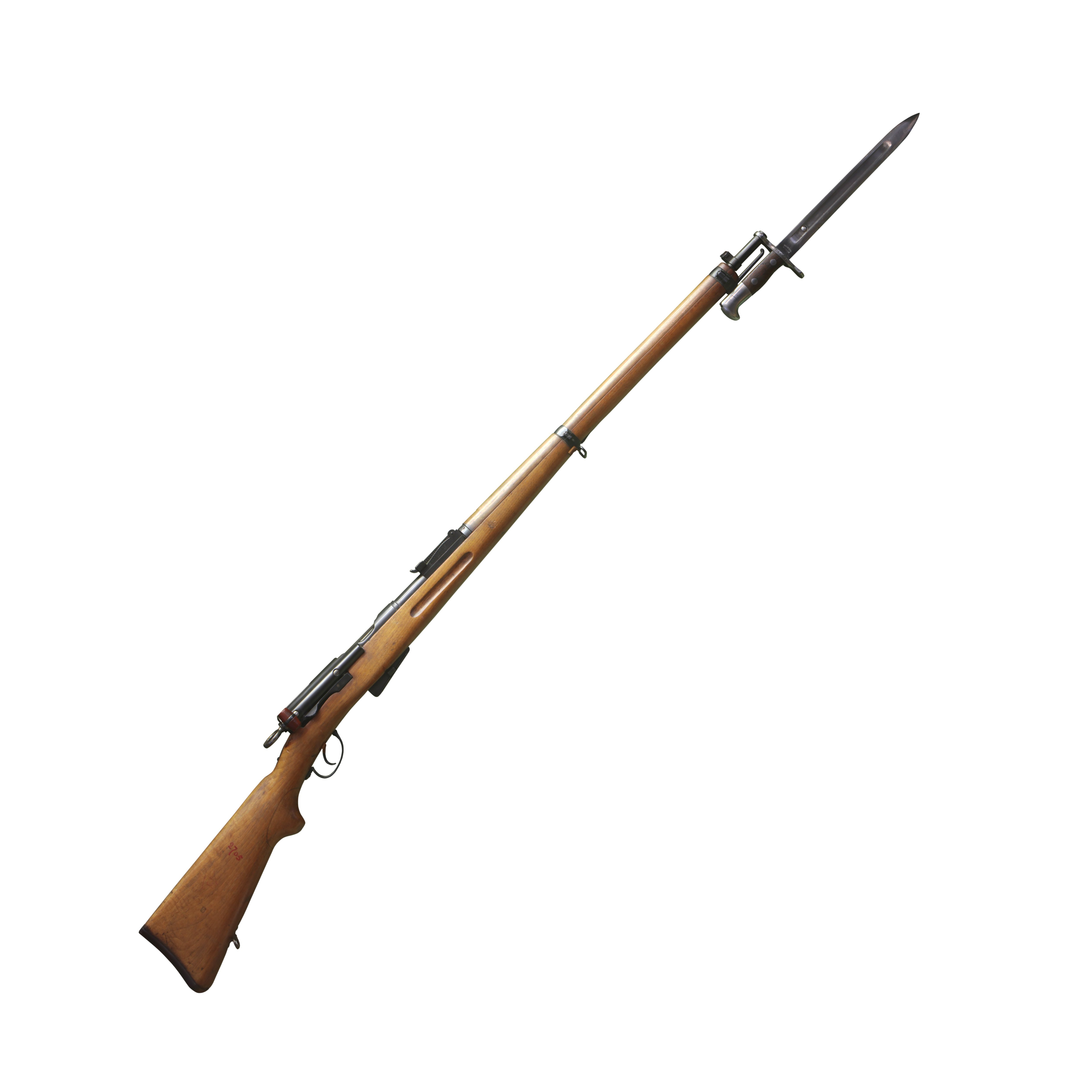
銃剣を着剣したM1911小銃

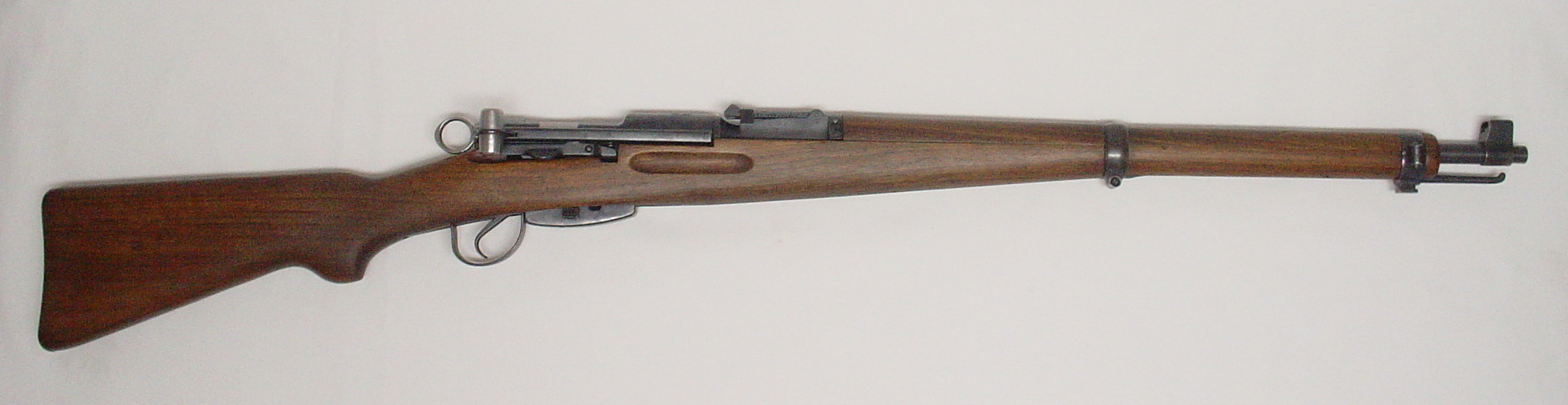
K31騎兵銃

シュミット・ルビン M1889
1889年にスイス国防軍で採用されたシュミット・ルビン ライフルの初期型。使用弾薬に7.5x53.5mmを使い機関部にストレートプル方式を採用している。
シュミット・ルビン M1896
シュミット・ルビン M1889の後継型。M1889の強度不足に疑問をもったスイス・ライフル委員会がフォーゲルスガング大佐に依頼して開発された小銃。開発は1892年から開始され同年11月3日に３丁の試作銃が完成。その後、頻繁に改良を行った結果1895年に完成する。ボルト部分が再設計され強度が増している。
シュミット・ルビン M1897
1898年にスイス国防軍に採用されたライフル銃。弾薬にGP90弾と呼ばれる弾薬を使用
シュミット・ルビン M1911

1911年に採用された小銃。M1889の改良型の一つで、グリップ部分の改良と遊底部の耐久性を向上させ、より強力な弾薬（Gewehr-Patrone 11：通称GP11弾）が撃てるように改良されたが、M1889から続く強度問題は解決できなかった。
シュミット・ルビン M1896/11
M1896のストック下部にM1911に使用しているスキャント・グリップを装着
シュミット・ルビン K31 騎兵銃

M1911小銃を騎兵銃に改良したモデル。M1889以降の不具合であった遊底部の強度問題を解決したモデル

## リンク
- Swiss Rifles （英語）
- Manufacture Dates of Swiss Schmidt-Rubin Rifles （英語）